# I consigli di un pirla
I consigli di un pirla è un singolo del gruppo musicale italiano Articolo 31, pubblicato nel 2004, esclusivamente come singolo promozionale per le radio, dalla Best Sound. È il quarto estratto dal settimo album Italiano medio.

## Formazione
- J-Ax - voce

### Altri musicisti
- Francesco Bottai - chitarra
- Paolo Costa - basso
- Elio Rivagli - batteria
- Fabio Treves - armonica

## Tracce
CD
1. I consigli di un pirla – 3:35